# Henchimiento
En náutica, se llama henchimiento en general a toda pieza de madera que sirve para henchir o para rellenar huecos. 
En consecuencia, tiene relación con toda pieza de significado o uso semejante como choque, cuchillo, chirlata, pieza de entremiche y algunas otras. De aquí viene el llamar particularmente henchimiento a todas las cuadernas intermedias entre las de armas y a los maderos que rellenan los huecos o claros aún restantes para completar el macizo del casco del buque. En cualquiera de estos casos se le llama igualmente henchidura.